# Virginia, dieci in amore
Virginia, dieci in amore (She's Back on Broadway), noto anche come Virginia 10 in amore, è un film del 1953 diretto da Gordon Douglas.
È un musical statunitense con Virginia Mayo, Gene Nelson e Frank Lovejoy.

## Trama
Catherine Terris ha avuto una brillante carriera a Hollywood ma, quando la sua stella comincia a declinare, riceve dal suo agente Mitchell (Mitch) Parks il consiglio di tornare sui palcoscenici dei teatri, dove aveva esordito. A New York dovrà essere la protagonista di un musical diretto da Rick Lommers, un regista con cui aveva avuto una relazione molti anni prima, e che aveva abbandonato su due piedi accettando un'offerta cinematografica. L'incontro fra i due non è dei più facili, Rick non può dimenticare che la diserzione di Catherine aveva provocato la sua rovina finanziaria e professionale e si comporta di conseguenza, litigando e facendosi addirittura privare della direzione del lavoro. Rappresentato in un teatro di provincia, il musical ha un'accoglienza mediocre ma Catherine, che stavolta decide di non prendere più in considerazione le proposte arrivate da Hollywood, prega Rick di riprendere la regia e di riscrivere lo spettacolo. Catherine e Rick, uniti stavolta da un amore reciproco, riusciranno ad approdare a Broadway, ottenendo un successo strepitoso.  

## Produzione
Il film, diretto da Gordon Douglas su una sceneggiatura di Orin Jannings, fu prodotto da Henry Blanke per la Warner Bros. e girato nei Warner Brothers Burbank Studios a Burbank, California, dal 21 luglio a metà ottobre 1952. Il titolo di lavorazione era  Back to Broadway.

## Brani presenti nel film
- I May Be Wrong - musica di Carl Sigman, parole di Bob Hilliard, eseguita da Gene Nelson
- Breakfast in Bed - musica di Carl Sigman, parole di Bob Hilliard, eseguita da Virginia Mayo
- Behind the Mask - musica di Ray Heindorf, parole di Charles Henderson
- I'll Take You - musica di Carl Sigman, parole di Bob Hilliard, cantata e ballata da Virginia Mayo e Gene Nelson
- One Step Ahead - musica di Carl Sigman, parole di Bob Hilliard, eseguita da Patrice Wymore
- Break the Ties That Bind You - musica di Carl Sigman, parole di Bob Hilliard, eseguita da Virginia Mayo
- Mardi Gras - musica di Ray Heindorf, parole di Charles Henderson

## Distribuzione
Il film fu distribuito nelle sale statunitensi dalla Warner Bros. il 14 marzo 1953 con il titolo She's Back on Broadway (con première l'11 marzo).
Altre distribuzioni:
- in Finlandia l'8 gennaio 1954 (Aamiainen vuoteeseen)
- in Danimarca il 23 giugno 1954 (Romantik på Broadway)
- in Francia il 21 gennaio 1955 (Catherine et son amant)
- in Portogallo il 29 agosto 1957 (Feliz Regresso)
- in Germania il 24 giugno 1998 (Zurück am Broadway, in TV)
- in Belgio (De lieveling Broadway) (Titolo Fiammingo)
- in Belgio (La coqueluche de Broadway) (Titolo Francofono)
- in Grecia (Palia mou agapi)
- in Brasile (Vivendo Sem Amor)

## Critica
Il Morandini salva l'ambientazione (descritta "con vivacità") e le interpretazioni degli attori ("affiatati"), mentre il resto risulta "pura routine".